# Bắc Lũng
Bắc Lũng és una comuna rual (xã) i poble del districte Lục Nam, província de Bắc Giang, al nord-est del Vietnam.